# Omega 34
Omega 34 är en svensk segelbåtsmodell som tillverkades 1979-1987 i cirka 350 exemplar. Skrovet är av glasfiberarmerad plast i sprutat enkellaminat och däcket i sandwichlaminat. och Modellen konstruerades av Ron Holland. Omega 34 är en utmärkt seglare, bäst på slör och fungerar utmärkt som familjebåt.